# Bernard Lippmann
Bernard Abram Lippmann (* 1915 in Brooklyn; † 12. Februar 1988 in Palo Alto) war ein US-amerikanischer theoretischer Physiker.
Lippmann studierte Elektrotechnik an der Polytechnic Institute of Brooklyn mit dem Bachelor-Abschluss 1934 und Physik an der University of Michigan mit dem Master-Abschluss 1935. Danach arbeitete er als Ingenieur in der Industrie. Im Zweiten Weltkrieg ging er an das MIT Radiation Laboratory, wo er über Mikrowellentechnik und Radar arbeitete. 1948 promovierte er bei Julian Schwinger an der Harvard University, an der er seit 1946 forschte. Gleichzeitig war er Leiter der Gruppe für Radarempfänger bei der Submnarine Signal Company in Boston. Danach war er am Naval Research Laboratory, wo er die Bewegung geladener Teilchen in Magnetfeldern studierte. 1953/54 gelang ihm ein wichtiger Beitrag zur Streuung an periodischen Oberflächen. Zur gleichen Zeit arbeitete er über Kernreaktoren bei Nuclear Development Associates. Er arbeitete ein Jahr über Magnetohydrodynamik am Institut für Mathematik der New York University und ein Jahr als Leiter der Festkörperphysik-Gruppe am Polytechnic Institute of Brooklyn. 1957 bis 1962 war er am Lawrence Radiation Laboratory in Berkeley, an dem er elektromagnetische und quantenmechanische Streuprobleme untersuchte. Danach leitete er vier Jahre die Physik-Gruppe bei der General Research Corporation in Santa Barbara und war 1968/69 am Goddard Institute of Space Studes der NASA in New York City. 1969 bis zum Ruhestand 1977 war er Professor an der New York University. Nach seiner frühzeitigen Emeritierung zog er nach Kalifornien und war er bei der Physics International Company in San Leandro in Kalifornien, die Elektronenstrahlgeneratoren hoher Intensität herstellte. Außerdem war er Berater am Stanford Linear Accelerator Center (SLAC).
Er ist bekannt für die Lippmann-Schwinger-Gleichung in der Streutheorie, die aus seiner Dissertation entstand. Er wurde häufig darauf angesprochen, ob er der Lippmann in der Lippmann-Schwinger-Gleichung war. Bei einer Gelegenheit war auch Schwinger anwesend und der amüsierte Lippmann fragte als Antwort Schwinger, ob er der Schwinger aus der Lippmann-Schwinger-Gleichung wäre.
Viele seiner anderen Arbeiten waren in angewandter Physik und geheim.
Nach Keller hatte er eine besondere Gabe einfache Methoden für Probleme zu finden, die sonst mit umständlichen und schwierigen Methoden angegangen wurden.